# Giancarlo Erra
Giancarlo Erra (* 7. července 1978 Řím) je italský zpěvák a kytarista, člen art rockové skupiny Nosound.

## Biografie
První hudební nahrávky pořídil na konci 90. let. V roce 2002 založil projekt Nosound, v rámci kterého vydal o tři roky později nezávislé album Sol29. Díky jeho úspěchu se Nosound přetransformovala do regulérní hudební skupiny, která v následujících letech vydala další alba. Erra je hlavní postavou Nosound, je téměř výhradním autorem jejich skladeb, zpěvákem a hlavním kytaristou.
V roce 2007 začal spolupracovat se zpěvákem Timem Bownessem, se kterým vytvořil projekt Memories of Machines, jehož první album vyšlo v roce 2011. Podílel se také na albech Stefana Panunziho.

## Diskografie
- Nosound: Sol29 (2005)
- Stefano Panunzi: Timelines (2005)
- Nosound: Lightdark (2008)
- Nosound: A Sense of Loss (2009)
- Stefano Panunzi: A Rose (2010)
- Memories of Machines: Warm Winter (2011)
- Nosound: The Northern Religion of Things (2011)
- Nosound: Afterthoughts (2013)
- Nosound: Teide 2390 (2015)
- Nosound:  Introducing Nosound  (2015)
- Nosound: Scintilla (2016)